# Grote Prijs Roeselare
Il Grote Prijs Stad Roeselare (it.: Gran Premio di Roeselare) era una corsa in linea femminile di ciclismo su strada svoltasi con cadenza annuale a Roeselare, in Belgio, dal 2007 al 2012. Era inserita nel Calendario internazionale UCI come prova di classe 1.1.

## Albo d'oro
Aggiornato all'edizione 2012.
| Anno | Vincitrice           | Seconda                  | Terza                    |
| ---- | -------------------- | ------------------------ | ------------------------ |
| 2007 | Martine Bras         | Emma Johansson           | Tanja Hennes-Schmidt     |
| 2008 | Loes Markerink       | Annemiek van Vleuten     | Kimberley Anderson-Smith |
| 2009 | Kirsten Wild         | Rochelle Gilmore         | Liesbeth De Vocht        |
| 2010 | Kirsten Wild         | Chloe Hosking            | Annemiek Van Vleuten     |
| 2011 | Amber Neben          | Emma Johansson           | Adrie Visser             |
| 2012 | Annemiek van Vleuten | Christel Ferrier-Bruneau | Linda Villumsen          |